# 3 марта
3 марта — 62-й день года (63-й в високосные годы) по григорианскому календарю.
До конца года остаётся 303 дня.
До 15 октября 1582 года — 3 марта по юлианскому календарю, с 15 октября 1582 года — 3 марта по григорианскому календарю.
В XX и XXI веках соответствует 18 февраля по юлианскому календарю в невисокосные годы, 19 февраля в високосные годы.

## Праздники и памятные дни
См. также: Категория:Праздники 3 марта

### Международные
- ООН — Всемирный день дикой природы[2].
- Всемирный день писателя[3].
- ВОЗ — Всемирный день слуха[4].

### Национальные
- Болгария — День освобождения от османского ига.
- Япония — Хинамацури (День девочек, или День кукол).
- Грузия — День матери.

### Религиозные

#### Католицизм
- Память святой Кунигунды Люксембургской;
- память святой Терезы Евстафии Верцери;
- память святой Екатерины Марии Дрексель.

#### Православие
(указано для невисокосных лет; в високосные годы список иной, см. 4 марта)
- Память святителя Агапита исповедника, епископа Синадского (IV);
- память Флавиана исповедника, патриарха Цареградского (ок. 449—459);
- память святителя Льва I Великого, папы римского (461);
- память преподобного Космы Яхромского (1492);
- память преподобного Владимира (Терентьева), исповедника (1933).

### Именины
- Католические: Екатерина, Кунигунда, Мария.
- Православные: Агапит, Агриппа, Анна, Василий, Виктор, Владимир, Дамас, Дорофей, Косма, Лев, Лукий, Павел, Паригорий, Пиулий, Феодул, Флавиан, Шио[5].

## События

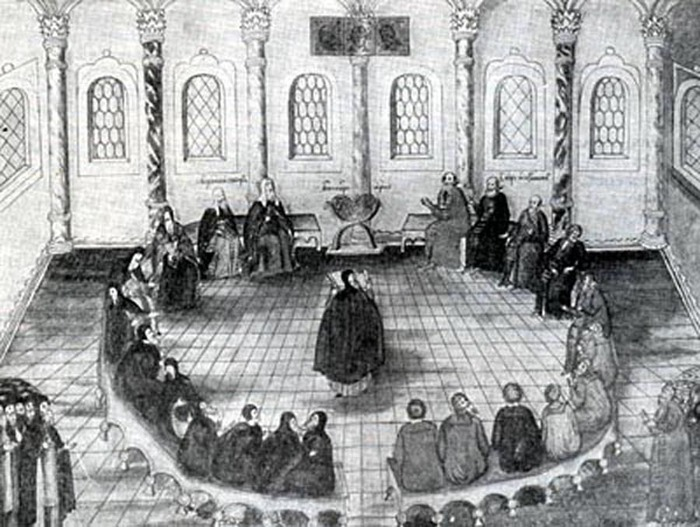
Земский собор 1613 года

См. также: Категория:События 3 марта

### До XIX века
- 1067 — Минск впервые упоминается в летописях в связи с битвой на реке Немиге.
- 1575 — падишах Моголов Акбар I Великий разгромил бенгальцев в Битве при Тукарое[англ.].
- 1613 — 16-летний Михаил Фёдорович был выбран Земским собором на царствование и стал родоначальником династии Романовых.
- 1639 — колледж, основанный в Бостоне (США), получил имя Гарвард в честь мецената Джона Гарварда.
- 1776 — в ходе Войны за независимость США закончился Рейд в Нассау. От него ведёт свою историю Корпус морской пехоты США.
- 1799 — после многомесячной осады Черноморский флот, совместно с турецкими силами овладел крепостью Корфу.

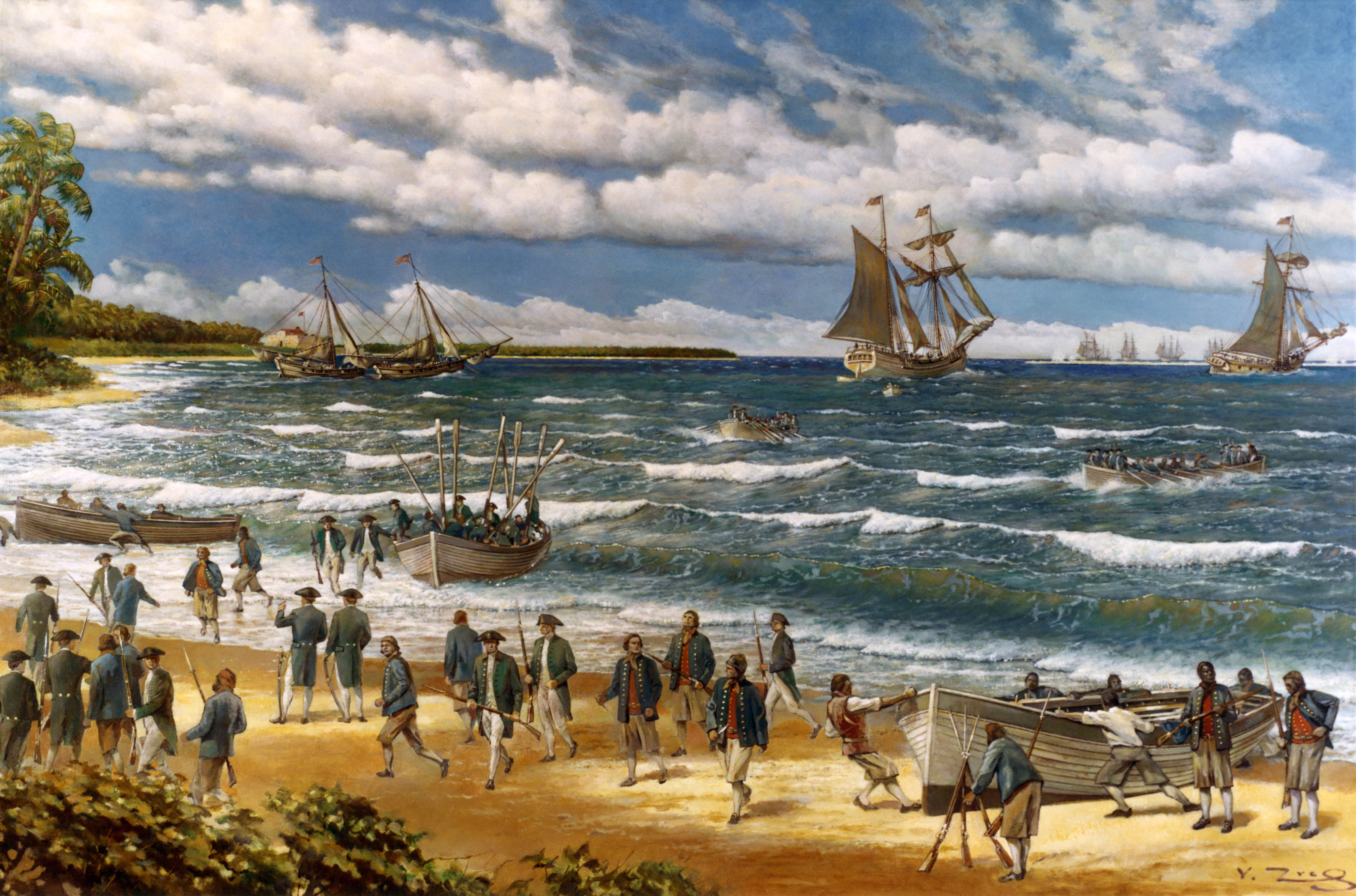
Высадка в Нассау

Отмена крепостного права

### XIX век
- 1802 — в венской газете объявлено об издании 12-й, 13-й и 14-й сонат Бетховена; последняя из них («quasi una Fantasia», op. 27) была потом названа Рельштабом «Лунной».
- 1804 — издан указ императора Александра I о запрещении в Российской империи продажи крестьян без земли, о разрешении им вступать в брак без согласия помещика и ограничении наказаний с его стороны.
- 1813 — Британия заплатила[сколько?] Швеции за отказ той от союза с Наполеоном[источник не указан 517 дней][значимость факта?].
- 1820 — В США принят Миссурийский компромисс, по которому в Штаты одновременно позволялось принять рабовладельческий штат Миссури и свободный от рабства штат Мэн.
- 1831 — из-за фатальных ошибок допущенных генералом Кавером русские были разгромлены восставшими поляками в бою под Курувом[6].
- 1837 — США признали независимость республики Техас.
- 1845 — Флорида стала 27-м штатом США.
- 1861 — император Российской империи Александр II манифестом «О Всемилостивейшем даровании крепостным людям прав состояния свободных сельских обывателей» отменил в России крепостное право.
- 1863
  - Конгресс США принял постановление о насильственном переселении всех индейцев из штата Канзас в резервации.
  - Основана Национальная академия наук США.
  - Конгресс Соединённых Штатов принял закон о всеобщей воинской повинности.
- 1864 — Русский император Александр II издал указ о наделении землёй польских крестьян, начало аграрной реформы в Польше.
- 1865 — на реке Колорадо в США создана резервация для индейцев.
- 1866 — в Киеве открыта публичная библиотека (теперь — Национальная парламентская библиотека Украины).
- 1875
  - Премьера в Париже оперы «Кармен» Жоржа Бизе, завершившаяся провалом.
  - В Монреале, на катке «Виктория» состоялся первый официальный матч по хоккею с шайбой.
- 1876 — Кокандское ханство присоединено к России как Ферганская область.
- 1878 — между Россией и Турцией подписан Сан-Стефанский мирный договор. В составе Османской империи образовано автономное княжество Великая Болгария, находящееся под влиянием России.
- 1894 — в парижском ночном клубе впервые в мире прошло представление профессионального стриптиза.

### XX век
- 1905 — император Николай II подписал Высочайший Манифест «О призыве властей и населения к содействию самодержавной власти в одолении врага внешнего, в искоренении крамолы и в противодействии смуте внутренней», по которому было обещано провести церковную и другие реформы, а также созвать совещательную думу.
- 1911 — произошёл крупнейший обвал объёмом 2,2 млрд м³ на реке Мургаб, в результате которого образовались естественная плотина и Сарезское озеро.
- 1913 — накануне инаугурации президента США Вудро Вильсона в Вашингтоне прошло шествие 5000 женщин, требующих предоставления всем гражданам страны равного права голоса.
- 1915 — в США состоялась премьера фильма «Рождение нации» по роману Томаса Диксона «Человек клана» (режиссёр Дэвид Гриффит).
- 1918
  - Правительство Советской России заключило в Брест-Литовске сепаратный мир с Германией, Австро-Венгрией, Османской империей и Болгарией.
  - В газете «Знамя труда» напечатана поэма Александра Блока «Двенадцать».
- 1919 — из Ванкувера (Канада) в Сиэтл (США) отправлена первая в мире международная авиапочта.
- 1920 — в Москве открылся Дом печати (ныне Центральный дом журналиста).
- 1921
  - Канадский физиолог Фредерик Грант Бантинг совместно с коллегами открыл гормон инсулин, за что получил в 1923 году Нобелевскую премию.
  - Гонконгский пароход «Hong Moh» (зарегистрированный в Сингапуре) разломился пополам, напоровшись на подводные скалы[7] у побережья Гуандуна[8], куда был направлен после того, как убившие капитана бандиты открыли кингстоны. Из 1100—1200 человек было спасено 294.
- 1923
  - В продажу поступил первый в мире новостной еженедельник — «Time».
  - Труппа будущего театра имени Моссовета официально получила статус театра.
- 1924
  - Турецкая Национальная ассамблея упразднила Османскую династию, отменила халифат и другие религиозные органы власти и учредила комиссариат по светским учебным заведениям.
  - Германия подписала с Турцией Договор о дружбе.
- 1931 — стихи поэта Фрэнсиса Скотта Ки «Звёздно-полосатый флаг», написанные в 1812(4?) году, приняты Конгрессом США как текст гимна США.
- 1933 — в Потсдаме Гитлер провозгласил образование нацистской Германии.
- 1937 — на Пленуме ЦК партии Иосиф Сталин обосновал теоретический тезис: по мере укрепления основ социализма классовая борьба обостряется.
- 1942 
  - Авианалёт японцев на Брум
  - Катастрофа DC-3 близ залива Карнот, 4 погибших.
- 1944
  - Указ Президиума Верховного Совета СССР об учреждении орденов Ушакова I и II степени и Нахимова I и II степени и медалей Ушакова и Нахимова.
  - В Париже дебютировал на сцене певец Ив Монтан.
  - Американский президент Франклин Рузвельт заявил, что итальянский флот будет поделён поровну между США, Англией и СССР.
- 1945 — открылась Львовская областная картинная галерея.
- 1947 — вступил в действие первый агрегат восстановленной Днепровской ГЭС.
- 1955 — Элвис Пресли впервые появился на телевидении.
- 1958 — основан город-спутник (ныне район) Москвы Зеленоград.
- 1965 — британской колонии Бечуаналенд (современная Ботсвана) предоставлено самоуправление. Серетсе Кхама занял пост премьер-министра.
- 1973 — в районе аэропорта Шереметьево разбился самолёт Ил-18В компании Balkan, погибли 25 человек.
- 1974 — катастрофа DC-10 под Парижем, взлетевшего с аэродрома Орли, погибли 346 человек.
- 1980 — подписана Международная конвенция о физической защите ядерного материала (вступила в силу 1 ноября 1987 года).
- 1987 — в Москве прошла презентация журнала «Бурда» на русском языке.
- 1991
  - На референдуме 74 % населения Латвии проголосовало за независимость от СССР, на референдуме в Эстонии — более 78 %.
  - При заходе на посадку в Колорадо-Спрингс потерпел крушение самолёт Boeing 737-200 компании United Airlines, погибли 25 человек.
- 1992 — крушение пассажирского поезда в Подсосенке близ города Нелидово. В результате происшествия погибли 43 человека, 108 были ранены.
- 1994 — Украина и США подписали договор о дружбе и сотрудничестве.
- 1995 — создан Международный фонд спасения Аральского моря.
- 1997 — введена в действие рейтинговая система Rambler’s Top100.
- 1998 — глава компании «Microsoft» Билл Гейтс допрошен в Конгрессе США по поводу обвинений в монополизации компьютерного рынка.

### XXI век
- 2005 — Стив Фоссетт на самолёте Virgin Atlantic GlobalFlyer совершил первый одиночный беспосадочный авиаперелёт вокруг Земли.
- 2011 — компания «Миракс Групп» заявила о прекращении существования своего бренда.
- 2022
  - вторжение России на Украину: российские войска заняли Херсон.
  - ВС РФ нанесли авиаудар по г. Чернигов, в результате которого погибло не менее 47 человек.

## Родились
См. также: Категория:Родившиеся 3 марта

### До XIX века
- 1455 — Жуан II (ум. 1495), король Португалии.
- 1514 — Тахмасп I (ум. 1576), второй шах Ирана.
- 1709 — Андреас Сигизмунд Маргграф (ум. 1782), немецкий химик, первым получивший сахар из сахарной свёклы.
- 1756 — Уильям Годвин (ум. 1836), английский писатель, журналист и философ, один из основателей утилитаризма и анархизма.
- 1771 — Иван Буш (ум. 1843) — российский хирург, доктор медицины, профессор, академик. Является одним из основателей петербургской хирургической школы.

### XIX век
- 1805 — Йонас Фуррер (ум. 1861), швейцарский политик, первый президент Швейцарии.
- 1818 — Константин фон Кауфман (ум. 1882), российский генерал, руководивший завоеванием Средней Азии.
- 1820 — Владимир Людвигович Врангель (ум. 1902), русский военный, генерал-лейтенант русской императорской армии.
- 1823 — Константин Ушинский (ум. 1871), русский педагог, писатель, один из основоположников научной педагогики в России.
- 1824 — Алексей Абрикосов (ум. 1904), русский фабрикант, основатель кондитерской фабрики (ныне концерн «Бабаевский»).
- 1831 — Джордж Пульман (ум. 1897), американский изобретатель, создатель знаменитых спальных вагонов.
- 1845 — Георг Кантор (ум. 1918), немецкий математик, создатель теории множеств.
- 1847 — Александр Белл (ум. 1922), американский изобретатель и промышленник, один из основоположников телефонии.
- 1860 — Алексей Фаворский (ум. 1945), русский советский химик-органик, академик, Герой Социалистического Труда.
- 1879 — Йонас Билюнас (ум. 1907), литовский писатель.
- 1880 — Лев Щерба (ум. 1944), российский и советский филолог, педагог, академик.
- 1882
  - Казимир Бартель (ум. 1941), польский математик, политический и государственный деятель, в период между 1926 и 1930 годами трижды возглавлял правительство Польши.
  - Чарльз Понци (ум. 1949), итальянский «пирамидостроитель», основатель «схемы Понци».
- 1889 — Дмитрий Сахаров (ум. 1961), русский и советский физик, преподаватель, популяризатор физики. Отец академика А. Д. Сахарова.
- 1891 — Архиепископ Дамаскин (ум. 1949), греческий религиозный и государственный деятель, епископ Элладской православной церкви, Архиепископ Афинский и всея Эллады, временный правитель Греции, премьер-министр Греции. Праведник мира.
- 1893 — Беатрис Вуд (ум. 1998), американская художница, писательница и журналистка.
- 1895 — Рагнар Фриш (ум. 1973), норвежский экономист, лауреат Нобелевской премии по экономике (1969).
- 1899 — Юрий Олеша (ум. 1960), русский советский писатель (автор повести-сказки «Три толстяка»).
- 1900 — Александр Медведкин (ум. 1989), советский кинорежиссёр, сценарист, народный артист СССР.

### XX век
- 1905 — Аделину Эрмитериу да Палма Карлуш (ум. 1992), португальский учёный, адвокат и политик, первый временный премьер-министр Португалии после «Революции гвоздик», в мае-июле 1974 года.
- 1906
  - Евгений Кринов (ум. 1984), советский астроном и геолог.
  - Артур Лундквист (ум. 1991), шведский поэт, прозаик, эссеист.
  - Лев Горлицкий (ум. 2003), советский конструктор бронетехники.
- 1907 — Владимир Векслер (ум. 1966), советский физик-экспериментатор, академик, изобретатель синхрофазотрона, один из основоположников ускорительной техники.
- 1910 — Георгиос Дзойтакис (ум. 1996), греческий генерал, участник хунты Чёрных полковников, в 1967—1972 годах — регент Греции вместо отправившегося в добровольное изгнание короля Константина II.
- 1911 — Джин Харлоу (ум. 1937), американская актриса, кинозвезда и секс-символ 1930-х гг.
- 1912 — Лев Ребет (убит в 1957), украинский публицист и адвокат, один из лидеров Организации украинских националистов.
- 1914 — Татьяна Окуневская (ум. 2002), киноактриса, актриса театра Ленком и др., заслуженная артистка РСФСР.
- 1918 — Арнольд Ньюман (ум. 2006), выдающийся американский фотограф.
- 1922 — Василий Митрохин (ум. 2004), бывший сотрудник архивного отдела Первого главного управления КГБ СССР, перебежчик.
- 1923 — Тамара Лисициан (ум. 2009), советский кинорежиссёр и сценарист. Заслуженный деятель искусств РСФСР (1985).
- 1924 — Томиити Мураяма, японский политический деятель, Премьер-министр Японии (1994—1996).
- 1925
  - Эроси Манджгаладзе (ум. 1982), советский грузинский актёр, мастер дубляжа и спортивный комментатор.
  - Римма Маркова (ум. 2015), советская и российская актриса театра и кино, народная артистка РФ.
- 1927 — Тин У, бирманский военный и государственный деятель, отставной генерал, диссидент. Министр обороны и Верховный главнокомандующий Вооружёнными силами Бирмы (1974—1976).
- 1929 — Джонрид Абдуллаханов (ум. 2015), известный узбекский писатель.
- 1930 — Ион Илиеску, румынский государственный и политический деятель, президент Румынии (1990—1996 и 2000—2004).
- 1934 — Яцек Куронь (ум. 2004), польский политик и государственный деятель.
- 1935
  - Желю Желев (ум. 2015), болгарский политик и государственный деятель, президент Болгарии (1990—1992 и 1992—1997).
  - Грант Матевосян (ум. 2002), армянский писатель, лауреат Государственной премии СССР.
- 1937 — Борис Рычков (ум. 2002), советский и российский композитор, джазовый пианист.
- 1939 — Ариана Мнушкина, французский театральный режиссёр.
- 1940 — Георгий Мартынюк (ум. 2014), советский и российский актёр театра и кино, народный артист РФ.
- 1942 — Владимир Ковалёнок, советский космонавт, дважды Герой Советского Союза, президент Федерации космонавтики России.
- 1945 — Джордж Миллер, австралийский кинорежиссёр.
- 1947 — Оскар Вашингтон Табарес, уругвайский футболист, тренер.
- 1949 — Рон Черноу, американский писатель, журналист, популярный историк и биограф.
- 1953 — Зико, бразильский футболист и футбольный тренер.
- 1956 
  - Збигнев Бонек, польский футболист, тренер.
  - Александр Волошин, российский государственный деятель, в 1999—2003 гг. руководитель администрации президента.
- 1957 — Майред Фаррелл (застрелена в 1988), ирландская националистка, доброволец Временной Ирландской республиканской армии.
- 1958 — Миранда Ричардсон, британская киноактриса.
- 1961
  - Александр Иванов, советский и российский рок-музыкант, певец, автор песен, лидер группы «Рондо».
  - Вячеслав Иваненко, советский легкоатлет, олимпийский чемпион 1988 г. в ходьбе на 50 километров.
- 1964 — Лаура Хэрринг, мексикано-американская модель и актриса.
- 1965 — Сергей Рост, российский актёр, сценарист, режиссёр, теле- и радиоведущий.
- 1966 — Михаил Мишустин, российский государственный деятель, премьер-министр России.
- 1967
  - Геннадий Назаров, советский и российский актёр театра и кино.
  - Александр Волков (ум. 2019), советский и российский теннисист, тренер.
- 1970 — Джули Боуэн, американская актриса.
- 1971 — Бьярте Энген Вик, норвежский двоеборец, двукратный олимпийский чемпион, 5-кратный чемпион мира.
- 1973 — Ксавье Беттель, люксембургский политик и юрист, Премьер-министр Люксембурга (2013—2023), Министр иностранных дел Люксембурга с 17 ноября 2023 года.
- 1975 — Брис Олиги Нгема, габонский военный и государственный деятель, генерал армии, временный президент Габона (с 2023).
- 1976 — Мохаммед Юнис аль-Манфи, ливийский дипломат и политический деятель, Председатель Президентского совета Ливии.
- 1977 — Ронан Китинг, ирландский певец, бывший участник поп-группы «Boyzone».
- 1979 — Эндрю Триггз-Ходж, британский гребец (академическая гребля), трёхкратный олимпийский чемпион.
- 1982 — Джессика Бил, американская актриса, модель и певица.
- 1984 — Александр Сёмин, российский хоккеист, чемпион мира (2008).
- 1993 — Антонио Рюдигер, немецкий футболист.
- 1995 — Джейден Кокс, американский борец вольного стиля, двукратный чемпион мира.
- 1997 — Камила Кабельо, кубино-американская певица.
- 1998 — Джейсон Тейтум, американский баскетболист, олимпийский чемпион (2020).

## Скончались
См. также: Категория:Умершие 3 марта

### До XX века
- 1605 — Климент VIII (в миру Ипполито Альдобрандини; р. 1536), 231-й папа римский (1592—1605).
- 1703 — Роберт Гук (р. 1635), английский физик, химик, математик, астроном, биолог, изобретатель и архитектор.
- 1706 — Иоганн Пахельбель (р. 1653), немецкий композитор и органист.
- 1765 — Уильям Стьюкли (р. 1687), британский антиквар, один из основоположников полевой археологии.
- 1792 — Роберт Адам (р. 1728), шотландский архитектор.
- 1824 — Джованни Виотти (р. 1755), итальянский скрипач-виртуоз, создатель французской скрипичной школы.
- 1879 — Уильям Хоувит (р. 1792), английский писатель и историк.
- 1883 — Маврикий Вольф (р. 1825), российский книгоиздатель и книготорговец, энциклопедист, просветитель.

### XX век
- 1927 — Михаил Арцыбашев (р. 1878), русский писатель, драматург и публицист.
- 1930 — Иван Григорович (р. 1853), русский военно-морской и государственный деятель.
- 1932 — Эжен д’Альбер (р. 1864), немецко-швейцарский пианист и композитор.
- 1936 — Григорий Грум-Гржимайло (р. 1860), российский и советский географ, исследователь Центральной и Средней Азии.
- 1938 — Микша Дери (р. 1854), венгерский инженер-электрик, изобретатель, один из разработчиков трансформатора.
- 1944 — погиб Василий Соков (р. 1913), советский шашист и шахматист, теоретик русских шашек.
- 1950 — Константин Базилевич (р. 1892), советский историк.
- 1951 — Евгений Спекторский (р. 1875), русский правовед и социальный философ.
- 1960 — Иван Граве (р. 1874), российский и советский учёный-артиллерист, изобретатель боевой ракеты на бездымном порохе.
- 1973
  - Николай Никитин (р. 1907), советский архитектор, автор проекта Останкинской башни, высотного здания МГУ и др.
  - Вера Панова (р. 1905), русская советская писательница, драматург, трижды лауреат Сталинской премии.
- 1975 — Ласло Немет (р. 1901), венгерский писатель-прозаик, драматург, публицист, критик.
- 1978 — Василий Ефанов (р. 1900), живописец, академик АХ СССР, народный художник СССР.
- 1981 — Олег Даль (р. 1941), советский актёр театра и кино.
- 1982 — Дмитрий Наливкин (р. 1889), русский советский геолог, палеонтолог, академик, Герой Социалистического Труда.
- 1983
  - Артур Кёстлер (р. 1905), английский писатель и философ венгерского происхождения.
  - Эрже (наст. имя Жорж Проспер Реми; р. 1907), бельгийский художник комиксов.
- 1985 — Иосиф Шкловский (р. 1916), советский астроном, астрофизик.
- 1991
  - Уильям Пенни (р. 1909), английский физик, руководитель британской программы по созданию атомной бомбы.
  - Всеволод Якут (р. 1912), актёр театра и кино, режиссёр, мастер художественного слова, народный артист СССР.
- 1992 — Юрий Ваньят (р. 1913), советский спортивный журналист.
- 1993 — Альберт Сэйбин (р. 1906), американский врач, микробиолог и вирусолог, создатель живой вакцины против полиомиелита.
- 1994 — Карел Крыл (р. 1944), чешский поэт, композитор и автор-исполнитель, писатель-прозаик.
- 1996 — Маргерит Дюрас (р. 1914), французская писательница, сценарист, кинорежиссёр и актриса.
- 1997 — Станислав Шаталин (р. 1934), российский экономист, руководитель программы реформ «500 дней».

### XXI век

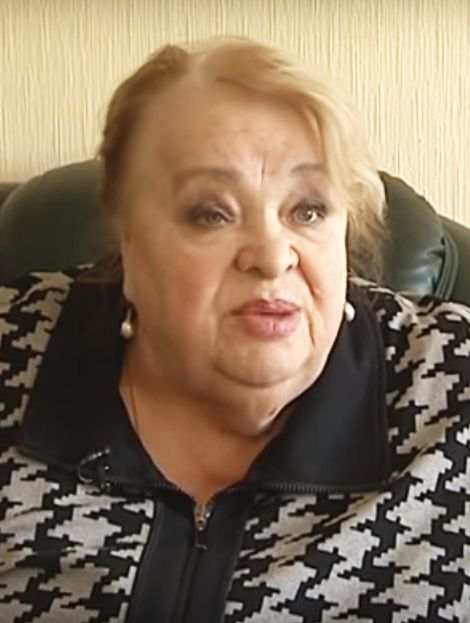
Наталья Крачковская

- 2003 — Хорст Бухгольц (р. 1933), немецкий актёр театра и кино.
- 2010
  - Андрей Ленский (р. 1972), российский журналист и переводчик, сценарист компьютерных игр.
  - Юрий Степанов (р. 1967), советский и российский актёр театра и кино.
- 2011 — Ирена Квятковская (р. 1912), польская актриса театра, кино, радио и кабаре.
- 2013 — Герц Франк (р. 1926), советский, латвийский и израильский кинодокументалист.
- 2016 — Наталья Крачковская (р. 1938), советская и российская киноактриса, заслуженная артистка РФ.
- 2017 — Раймон Копа (р. 1931), французский футболист польского происхождения, лучший футболист Европы 1958 г.
- 2018 — Виргилиюс Норейка (р. 1935), литовский советский оперный певец (тенор), педагог, народный артист СССР.

## Народный календарь, приметы и фольклор Руси
- В этот день на Руси крестьянки пекли овсянички (пирожки из овсяной муки).
- Птичку-овсянку почитали, да приговаривали: «зобок у неё желтоватый, хребетик зеленоватый».
- Появление обыкновенной овсянки знаменовало приближение тёплых весенних дней[9].
- Считалось, что в этот день можно увидеть вылет бабочек-крапивниц[10].